# 臨淮郡
臨淮郡，中國古郡名。西漢始置，郡治在徐縣（縣治在今江蘇省泗洪縣南），屬徐州刺史部。東漢中期廢，其地併入下邳國。西晉復置，東晉以後廢。唐玄宗時復置，肅宗時廢。

## 建置沿革
漢武帝元狩六年（前117年），分廣陵郡與沛郡數縣置臨淮郡，因其地跨淮水，故名臨淮。淮水以西諸縣原屬沛郡，淮東諸縣原屬廣陵。昭帝時，割臨淮郡二萬三千戶予廣陵國。元帝時，分廣陵王子侯國襄平、蘭陵、廣平屬臨淮郡。成帝元延四年（前9年），臨淮郡治徐縣，領二十一縣、八侯國：徐縣、取慮縣、淮浦縣、盱眙縣、厹猶縣、僮縣、射陽縣、開陽縣、贅其縣、高山縣、睢陵縣、鹽凟縣、淮陰縣、淮陵縣、下相縣、富陵縣、東陽縣、播旌縣、西平侯國、高平侯國、開陵侯國、昌陽侯國、廣平侯國、蘭陽侯國、襄平侯國、海陵縣、輿縣、堂邑縣、樂陵侯國。平帝元始二年（2年），臨淮郡有268283戶，1237764人。
新莽改臨淮郡為淮平郡。漢光武帝建武十五年（39年），封劉衡為臨淮公，臨淮郡為公國。建武十七年（41年）劉衡薨，無嗣，臨淮除為郡。建武三十年（54年），割取慮、昌陽二縣屬楚國。明帝永平十五年（72年），封皇子劉衍為下邳王，分東海郡下邳縣一帶置下邳國。永平十八年（75年），以臨淮郡全郡十二縣及九江郡之鍾離、當塗、東城、曆陽、全椒五縣增益下邳國。臨淮郡遂廢。汉献帝建安年间，下邳國除為郡。
西晉太康元年（280年），分下邳郡淮南諸縣復置臨淮郡，領盱眙縣、東陽縣、高山縣、贅其縣、潘旌縣、高郵縣、淮陵縣、司吾縣、下相縣、徐縣，全郡有一萬戶。晉惠帝永興元年（304年），分臨淮郡置堂邑郡。東晉時，以臨淮郡土地僑置北方州郡，置盱眙郡，改堂邑郡為秦郡。
隋初置泗州。大業中改泗州為下邳郡。唐初仍置泗州。玄宗天寶元年（742年），改泗州為臨淮郡，領宿預、徐城、下邳、漣水、虹縣、臨淮六縣，郡治在臨淮縣，有37526戶，205959人。肅宗乾元元年（758年）復為泗州。
唐朝臨淮郡太守
- 李先（742年）
- 宋珣（天宝初年）
- 权寅献（天宝年间）
- 范冬芬（天宝年间）
- 贺兰进明（757年）[5]